# Snijden en kruisen

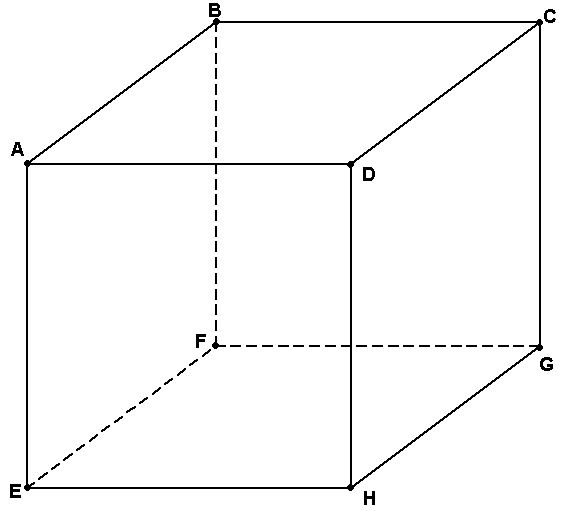
Kubus met de hoekpunten ABCDEFGH

Snijdende en kruisende lijnen zijn lijnen die niet overal dezelfde afstand tot elkaar hebben. Snijdende lijnen liggen in hetzelfde vlak en er is een punt op dat vlak dat op beide lijnen ligt, het snijpunt van de twee lijnen. Kruisende lijnen liggen niet in hetzelfde vlak en er is geen punt dat op beide lijnen ligt. Lijnen kunnen elkaar dus alleen in een ruimte kruisen van ten minste drie dimensies.
Lijnen die elkaar niet snijden terwijl ze in wel hetzelfde vlak liggen heten evenwijdig. Er zijn geen verschillende lijnen, waarop twee of meer punten liggen, die tegelijk op alle betreffende lijnen liggen.
Tweedimensionaal, in het vlak {\displaystyle ABCD}
{\displaystyle AB} en {\displaystyle BC} snijden elkaar in het punt {\displaystyle B}, {\displaystyle BC} en {\displaystyle CD} in {\displaystyle C}, enzovoort. {\displaystyle AB} en {\displaystyle CD} zijn evenwijdig.
Driedimensionaal
{\displaystyle AB} en {\displaystyle FG} kruisen, {\displaystyle AB}, {\displaystyle EF}, {\displaystyle DC} en {\displaystyle HG} zijn evenwijdig aan elkaar, net zoals {\displaystyle BC}, {\displaystyle AD}, {\displaystyle FG}, {\displaystyle EH} dat zijn, en net zoals {\displaystyle BG} en {\displaystyle AH}. De lichaamsdiagonalen {\displaystyle BH} en {\displaystyle EC} snijden in het middelpunt van de kubus.